# Polyembryonie

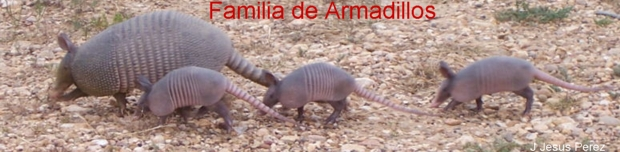
La polyembryonie est systématique chez le tatou à neuf bandes.

La polyembryonie se définit par la formation d'au moins deux embryons viables (ou beaucoup plus) à partir d’un seul œuf fertilisé, formant ce qu’on appelle des vrais jumeaux chez les humains.

## Polyembryonie végétale
Chez certains végétaux (parmi les Gymnospermes et les Angiospermes), il a été constaté que certaines graines peuvent contenir soit deux embryons zygotiques (dits aussi gamétiques), c'est-à-dire des embryons résultant d'une unique fécondation (phénomène très rare), soit deux (ou plus) plants génétiquement différents. Dans ce dernier cas, un des embryons est issu de la fécondation classique (oosphère + gamète mâle provenant respectivement de l'ovule hôte et d'un grain de pollen, le génome héritant de 50 % du génome paternel et de 50 % du génome maternel) tandis que le, ou les, autres sont des embryons nucellaires (dits aussi somatiques) qui sont alors des clones de la plante-mère, produits sans fécondation et porteurs de 100 % des gènes maternels.
La polyembryonie permet de régénérer un cultivar infecté par un virus, lequel ne passe généralement pas dans les embryons nucellaires, et qui sont donc assainis, ou d'obtenir des clones de porte-greffe.

## Polyembryonie chez les insectes
Ce phénomène est présent, chez quelques espèces. Quatre familles d’hyménoptères au moins en sont capables : 
- Encyrtidae ; famille détentrice du record de fécondité dans le monde des insectes. Les femelles de Copidosoma floridanum peuvent produire plus de 3 000 individus à partir d’un seul œuf[2]. Les espèces d'autres familles produisent généralement moins de 100 individus à partir d’un seul œuf (Borror et al. 1989).
- Platygastridae,
- Braconidae et
- Dryinidae

## Polyembryonie chez les Vertébrés
Les tatous (genre Dasypus) présentent également une polyembryonie obligatoire. Après la fécondation, le zygote peut rester plusieurs semaines sans se fixer sur la paroi utérine (nidation). Chez le tatou à neuf bandes, le zygote se partage ensuite en quatre embryons génétiquement semblables (reproduction clonale) qui donneront naissance à des jeunes après 120 jours de gestation. Chez d'autres espèces de tatous, la polyembryonie peut entraîner la formation de sept embryons viables.
La reproduction clonale obligatoire des tatous semble unique chez les mammifères.